# Cadurcia plutellae
Cadurcia plutellae là một loài ruồi trong họ Tachinidae.